# Írország a 2004. évi nyári olimpiai játékokon
Írország a görögországi Athénban megrendezett 2004. évi nyári olimpiai játékok egyik részt vevő nemzete volt. Az országot az olimpián 9 sportágban 46 sportoló képviselte, akik érmet nem szereztek.

## Atlétika
Férfi
| Versenyző        | Versenyszám     | Előfutam | Előfutam | Előfutam | Negyeddöntő | Negyeddöntő | Negyeddöntő | Elődöntő | Elődöntő | Elődöntő | Döntő    | Döntő    |
| Versenyző        | Versenyszám     | Idő      | Hely.    | Össz.    | Idő         | Hely.       | Össz.       | Idő      | Hely.    | Össz.    | Idő      | Helyezés |
| ---------------- | --------------- | -------- | -------- | -------- | ----------- | ----------- | ----------- | -------- | -------- | -------- | -------- | -------- |
| Paul Brizzel     | 200 m           | 21,00    | 6.       | 38.      | kiesett     | kiesett     | kiesett     | kiesett  | kiesett  | kiesett  | kiesett  | kiesett  |
| James Nolan      | 1500 m          | 3:41,14  | 8.       | 24.      |             |             |             | 3:42,61  | 10.      | 18.      | kiesett  | kiesett  |
| Mark Carroll     | 5000 m          | 13:46,81 | 15.      | 30.      |             |             |             |          |          |          | kiesett  | kiesett  |
| Alistair Cragg   | 5000 m          | 13:23,01 | 7.       | 14.      |             |             |             |          |          |          | 13:43,06 | 12.      |
| Robert Heffernan | 20 km gyaloglás |          |          |          |             |             |             |          |          |          | kizárták | kizárták |

| Versenyző      | Versenyszám | Selejtező             | Selejtező             | Döntő    | Döntő    |
| Versenyző      | Versenyszám | Eredmény              | Helyezés              | Eredmény | Helyezés |
| -------------- | ----------- | --------------------- | --------------------- | -------- | -------- |
| Adrian O’Dwyer | Magasugrás  | érvényes ugrás nélkül | érvényes ugrás nélkül | kiesett  | kiesett  |

Női
| Versenyző               | Versenyszám     | Előfutam | Előfutam | Előfutam | Elődöntő | Elődöntő | Elődöntő | Döntő         | Döntő         |
| Versenyző               | Versenyszám     | Idő      | Hely.    | Össz.    | Idő      | Hely.    | Össz.    | Idő           | Helyezés      |
| ----------------------- | --------------- | -------- | -------- | -------- | -------- | -------- | -------- | ------------- | ------------- |
| Maria McCambridge       | 5000 m          | 15:57,42 | 15.      | 31.      |          |          |          | kiesett       | kiesett       |
| Sonia O’Sullivan        | 5000 m          | 14:59,61 | 7.       | 7.       |          |          |          | 16:20,90      | 10.           |
| Marie McMahon-Davenport | 10 000 m        |          |          |          |          |          |          | 31:50,49      | 14.           |
| Derval O’Rourke         | 100 m gát       | 13,46    | 7.       | 29.      | kiesett  | kiesett  | kiesett  | kiesett       | kiesett       |
| Olive Loughnane         | 20 km gyaloglás |          |          |          |          |          |          | nem ért célba | nem ért célba |

## Evezés
Férfi
| Versenyző                                                   | Versenyszám                          | Előfutam | Előfutam | Vigaszág | Vigaszág | Elődöntő | Elődöntő | Elődöntő | Döntő | Döntő   | Döntő | Helyezés |
| Versenyző                                                   | Versenyszám                          | Idő      | Hely.    | Idő      | Hely.    | Típus    | Idő      | Hely.    | Típus | Idő     | Hely. | Helyezés |
| ----------------------------------------------------------- | ------------------------------------ | -------- | -------- | -------- | -------- | -------- | -------- | -------- | ----- | ------- | ----- | -------- |
| Sam Lynch Gearoid Towey                                     | Könnyűsúlyú kétpárevezős             | 6:16,63  | 1.       |          |          | A/B      | 6:19,09  | 4.       | B     | 6:49,26 | 4.    | 10.      |
| Richard Archibald Eugene Coakley Niall O’Toole Paul Griffin | Könnyűsúlyú kormányos nélküli négyes | 5:52,54  | 2.       |          |          | A/B      | 5:58,89  | 3.       | A     | 6:09,96 | 6.    | 6.       |

## Kajak-kenu

### Szlalom
Férfi
| Versenyző      | Versenyszám | Selejtező | Selejtező | Selejtező | Selejtező | Selejtező  | Selejtező  | Elődöntő | Elődöntő | Döntő   | Döntő   | Összesítés | Összesítés |
| Versenyző      | Versenyszám | 1. futam  | 1. futam  | 2. futam  | 2. futam  | Összesítés | Összesítés | Elődöntő | Elődöntő | Döntő   | Döntő   | Összesítés | Összesítés |
| Versenyző      | Versenyszám | Pont      | Hely.     | Pont      | Hely.     | Pont       | Hely.      | Pont     | Hely.    | Pont    | Hely.   | Pont       | Helyezés   |
| -------------- | ----------- | --------- | --------- | --------- | --------- | ---------- | ---------- | -------- | -------- | ------- | ------- | ---------- | ---------- |
| Eoin Rheinisch | Kajak egyes | 105,28    | 21.       | 98,81     | 15.       | 204,09     | 21.        | kiesett  | kiesett  | kiesett | kiesett | kiesett    | kiesett    |

Női
| Versenyző             | Versenyszám | Selejtező | Selejtező | Selejtező | Selejtező | Selejtező  | Selejtező  | Elődöntő | Elődöntő | Döntő   | Döntő   | Összesítés | Összesítés |
| Versenyző             | Versenyszám | 1. futam  | 1. futam  | 2. futam  | 2. futam  | Összesítés | Összesítés | Elődöntő | Elődöntő | Döntő   | Döntő   | Összesítés | Összesítés |
| Versenyző             | Versenyszám | Pont      | Hely.     | Pont      | Hely.     | Pont       | Hely.      | Pont     | Hely.    | Pont    | Hely.   | Pont       | Helyezés   |
| --------------------- | ----------- | --------- | --------- | --------- | --------- | ---------- | ---------- | -------- | -------- | ------- | ------- | ---------- | ---------- |
| Eadaoin Ní Challarain | Kajak egyes | 121,42    | 15.       | 119,33    | 16.       | 240,75     | 15.        | 116,95   | 11.      | kiesett | kiesett | kiesett    | kiesett    |

## Kerékpározás

### Hegyi-kerékpározás
| Versenyző      | Versenyszám        | Idő              | Helyezés |
| -------------- | ------------------ | ---------------- | -------- |
| Robin Seymour  | Férfi terepverseny | 2:28:32 (+13:30) | 30.      |
| Jenny McCauley | Női terepverseny   | 1 kör hátrány    | 23.      |

### Országúti kerékpározás
Férfi
| Versenyző    | Versenyszám   | Idő             | Helyezés      |
| ------------ | ------------- | --------------- | ------------- |
| Ciarán Power | Mezőnyverseny | 5:41:56 (+0:12) | 13.           |
| Mark Scanlon | Mezőnyverseny | nem ért célba   | nem ért célba |

## Lovaglás
Díjlovaglás
| Versenyző      | Ló        | Versenyszám | 1. kör | 1. kör | 2. kör  | 2. kör  | 3. kör  | 3. kör  | Végeredmény | Végeredmény |
| Versenyző      | Ló        | Versenyszám | Pont   | Hely.  | Pont    | Hely.   | Pont    | Hely.   | Pont        | Helyezés    |
| -------------- | --------- | ----------- | ------ | ------ | ------- | ------- | ------- | ------- | ----------- | ----------- |
| Heike Holstein | Welt Adel | Egyéni      | 60,417 | 50.    | kiesett | kiesett | kiesett | kiesett | kiesett     | kiesett     |

Díjugratás
| Versenyző                                                          | Ló                                                          | Versenyszám | Selejtező | Selejtező | Selejtező     | Selejtező     | Selejtező | Selejtező | Selejtező | Selejtező | Döntő    | Döntő    | Döntő    | Döntő    | Végeredmény | Végeredmény |
| Versenyző                                                          | Ló                                                          | Versenyszám | 1. kör    | 1. kör    | 2. kör        | 2. kör        | 2. kör    | 3. kör    | 3. kör    | 3. kör    | 1. kör   | 1. kör   | 2. kör   | 2. kör   | Végeredmény | Végeredmény |
| Versenyző                                                          | Ló                                                          | Versenyszám | Bünt.     | Hely.     | Bünt.         | Össz.         | Hely.     | Bünt.     | Össz.     | Hely.     | Bünt.    | Hely.    | Bünt.    | Hely.    | Bünt.       | Helyezés    |
| ------------------------------------------------------------------ | ----------------------------------------------------------- | ----------- | --------- | --------- | ------------- | ------------- | --------- | --------- | --------- | --------- | -------- | -------- | -------- | -------- | ----------- | ----------- |
| Kevin Babington                                                    | Carling King                                                | Egyéni      | 2         | 15.       | 1             | 3             | 3.        | 5         | 8         | 4.        | 8        | 11.      | 4        | 2.       | 12          | 7.          |
| Jessica Chesney-Kürten                                             | Castle Forbes Maike                                         | Egyéni      | 4         | 17.       | 9             | 13            | 32.       | 0         | 13        | 16.       | 0        | 1.       | 21       | 21.      | 21          | 18.         |
| Marion Hughes                                                      | Fortunus                                                    | Egyéni      | 6         | 59.       | nem ért célba | nem ért célba | kiesett   | kiesett   | kiesett   | kiesett   | kiesett  | kiesett  | kiesett  | kiesett  | kiesett     | kiesett     |
| Cian O’Connor                                                      | Waterford Crystal                                           | Egyéni      | kizárták  | kizárták  | kizárták      | kizárták      | kizárták  | kizárták  | kizárták  | kizárták  | kizárták | kizárták | kizárták | kizárták | kizárták    | kizárták    |
| Kevin Babington Jessica Chesney-Kürten Marion Hughes Cian O’Connor | Carling King Castle Forbes Maike Fortunus Waterford Crystal | Csapat      |           |           |               |               |           |           |           |           | kizárták | kizárták | kizárták | kizárták | kizárták    | kizárták    |

Lovastusa
| Versenyző                                                         | Ló                                                                             | Versenyszám | Díjlovaglás | Díjlovaglás | Tereplovaglás | Tereplovaglás | Tereplovaglás | Díjugratás | Díjugratás | Díjugratás | Díjugratás | Végeredmény | Végeredmény |
| Versenyző                                                         | Ló                                                                             | Versenyszám | Díjlovaglás | Díjlovaglás | Tereplovaglás | Tereplovaglás | Tereplovaglás | 1. kör     | 1. kör     | 2. kör     | 2. kör     | Végeredmény | Végeredmény |
| Versenyző                                                         | Ló                                                                             | Versenyszám | Bünt.       | Hely.       | Bünt.         | Hely.         | Össz.         | Bünt.      | Hely.      | Bünt.      | Hely.      | Bünt.       | Helyezés    |
| ----------------------------------------------------------------- | ------------------------------------------------------------------------------ | ----------- | ----------- | ----------- | ------------- | ------------- | ------------- | ---------- | ---------- | ---------- | ---------- | ----------- | ----------- |
| Edmond Gibney                                                     | Kings Highway                                                                  | Egyéni      | 68,0        | 63.         | 80,6          | 63.*          | 64.           | 4          | 12.        | kiesett    | kiesett    | 152,6       | 61.         |
| Niall Griffin                                                     | Lorgaine                                                                       | Egyéni      | 58,4        | 40.         | 4,8           | 33.*          | 30.           | 10         | 36.        | 10         | 18.        | 83,2        | 23.         |
| Sasha Harrison                                                    | All Love Du Fenaud                                                             | Egyéni      | 52,8        | 31.         | 41,6          | 57.           | 56.           | 8          | 25.        | kiesett    | kiesett    | 102,4       | 49.         |
| Mark Kyle                                                         | Drunken Disorderly                                                             | Egyéni      | 63,0        | 49.         | 0,0           | 6.**          | 28.*          | 4          | 12.        | 8          | 13.        | 75,0        | 21.         |
| Susan Shortt                                                      | Just Beauty Queen                                                              | Egyéni      | 58,8        | 41.         | 6,0           | 36.           | 32.           | 12         | 39.        | kiesett    | kiesett    | 76,8        | 32.         |
| Edmond Gibney Niall Griffin Sasha Harrison Mark Kyle Susan Shortt | Kings Highway Lorgaine All Love Du Fenaud Drunken Disorderly Just Beauty Queen | Csapat      | 170,0       | 9.          | 10,8          | 7.            | 7.            | 16         | 7.         |            |            | 217,0       | 8.          |

* - egy másik versenyzővel azonos eredményt ért el

** - három másik versenyzővel azonos eredményt ért el

## Ökölvívás
| Versenyző | Versenyszám | Selejtező                    | Nyolcaddöntő                 | Negyeddöntő       | Elődöntő          | Döntő             | Helyezés |
| Versenyző | Versenyszám | Ellenfél Eredmény            | Ellenfél Eredmény            | Ellenfél Eredmény | Ellenfél Eredmény | Ellenfél Eredmény | Helyezés |
| --------- | ----------- | ---------------------------- | ---------------------------- | ----------------- | ----------------- | ----------------- | -------- |
| Andy Lee  | Középsúly   | Alfredo Angulo (MEX) · 38-23 | Hassan Njikam (CMR) · 27-+27 | kiesett           | kiesett           | kiesett           | 9.       |

## Sportlövészet
Férfi
| Versenyző     | Versenyszám | Selejtező | Selejtező | Döntő   | Döntő    |
| Versenyző     | Versenyszám | Pont      | Helyezés  | Pont    | Helyezés |
| ------------- | ----------- | --------- | --------- | ------- | -------- |
| Derek Burnett | Trap        | 119       | 7.*       | kiesett | kiesett  |

* - öt másik versenyzővel azonos eredményt ért el

## Úszás
Férfi
| Versenyző          | Versenyszám | Előfutam | Előfutam | Előfutam | Elődöntő | Elődöntő | Elődöntő | Döntő   | Döntő    |
| Versenyző          | Versenyszám | Idő      | Hely.    | Össz.    | Idő      | Hely.    | Össz.    | Idő     | Helyezés |
| ------------------ | ----------- | -------- | -------- | -------- | -------- | -------- | -------- | ------- | -------- |
| Michael Williamson | 200 m mell  | 2:15,75  | 6.       | 22.      | kiesett  | kiesett  | kiesett  | kiesett | kiesett  |

Női
| Versenyző     | Versenyszám | Előfutam | Előfutam | Előfutam | Elődöntő | Elődöntő | Elődöntő | Döntő   | Döntő    |
| Versenyző     | Versenyszám | Idő      | Hely.    | Össz.    | Idő      | Hely.    | Össz.    | Idő     | Helyezés |
| ------------- | ----------- | -------- | -------- | -------- | -------- | -------- | -------- | ------- | -------- |
| Emma Robinson | 100 m mell  | 1:11,40  | 8.       | 24.*     | kiesett  | kiesett  | kiesett  | kiesett | kiesett  |

* - egy másik versenyzővel azonos időt ért el

## Vitorlázás
Férfi
| Versenyző                      | Versenyszám    | Futam | Futam | Futam | Futam | Futam | Futam | Futam | Futam | Futam | Futam | Futam | Pontszám | Helyezés |
| Versenyző                      | Versenyszám    | 1     | 2     | 3     | 4     | 5     | 6     | 7     | 8     | 9     | 10    | 11    | Pontszám | Helyezés |
| ------------------------------ | -------------- | ----- | ----- | ----- | ----- | ----- | ----- | ----- | ----- | ----- | ----- | ----- | -------- | -------- |
| David Burrows                  | Finn dingi     | 17    | 14    | 9     | 3     | 18    | 2     | 26    | 10    | 11    | 10    | 22    | 116      | 12.      |
| Gerald Owens Ross Killian      | 470-es osztály | 11    | 14    | 16    | 14    | 14    | 14    | 19    | 16    | 4     | 16    | 10    | 129      | 16.      |
| Mark Mansfield Killian Collins | Csillaghajó    | 11    | 15    | 11    | 13    | 13    | 15    | 17    | 9     | 10    | 13    | 15    | 125      | 17.      |

Női
| Versenyző     | Versenyszám | Futam | Futam | Futam | Futam | Futam | Futam | Futam | Futam | Futam | Futam | Futam | Pontszám | Helyezés |
| Versenyző     | Versenyszám | 1     | 2     | 3     | 4     | 5     | 6     | 7     | 8     | 9     | 10    | 11    | Pontszám | Helyezés |
| ------------- | ----------- | ----- | ----- | ----- | ----- | ----- | ----- | ----- | ----- | ----- | ----- | ----- | -------- | -------- |
| Maria Coleman | Europe      | 18    | 12    | 12    | 20    | 18    | 15    | 22    | 19    | 19    | 13    | 1     | 147      | 18.      |

Nyílt
| Versenyző                    | Versenyszám        | Futam | Futam | Futam | Futam | Futam | Futam | Futam | Futam | Futam | Futam | Futam | Futam | Futam    | Futam | Futam | Futam | Pontszám | Helyezés |
| Versenyző                    | Versenyszám        | 1     | 2     | 3     | 4     | 5     | 6     | 7     | 8     | 9     | 10    | 11    | 12    | 13       | 14    | 15    | 16    | Pontszám | Helyezés |
| ---------------------------- | ------------------ | ----- | ----- | ----- | ----- | ----- | ----- | ----- | ----- | ----- | ----- | ----- | ----- | -------- | ----- | ----- | ----- | -------- | -------- |
| Rory Fitzpatrick             | Laser              | 33    | 26    | 38    | 31    | 26    | 22    | 27    | 26    | 24    | 11    | 22    |       |          |       |       |       | 248      | 30.      |
| Tom Fitzpatrick Fraser Brown | Könnyű 49-es dingi | 10    | 16    | 10    | 4     | 12    | 5     | 17    | 2     | 17    | 16    | 14    | 14    | kizárták | 7     | 13    | 12    | 152      | 16.      |